# Patinho-escuro

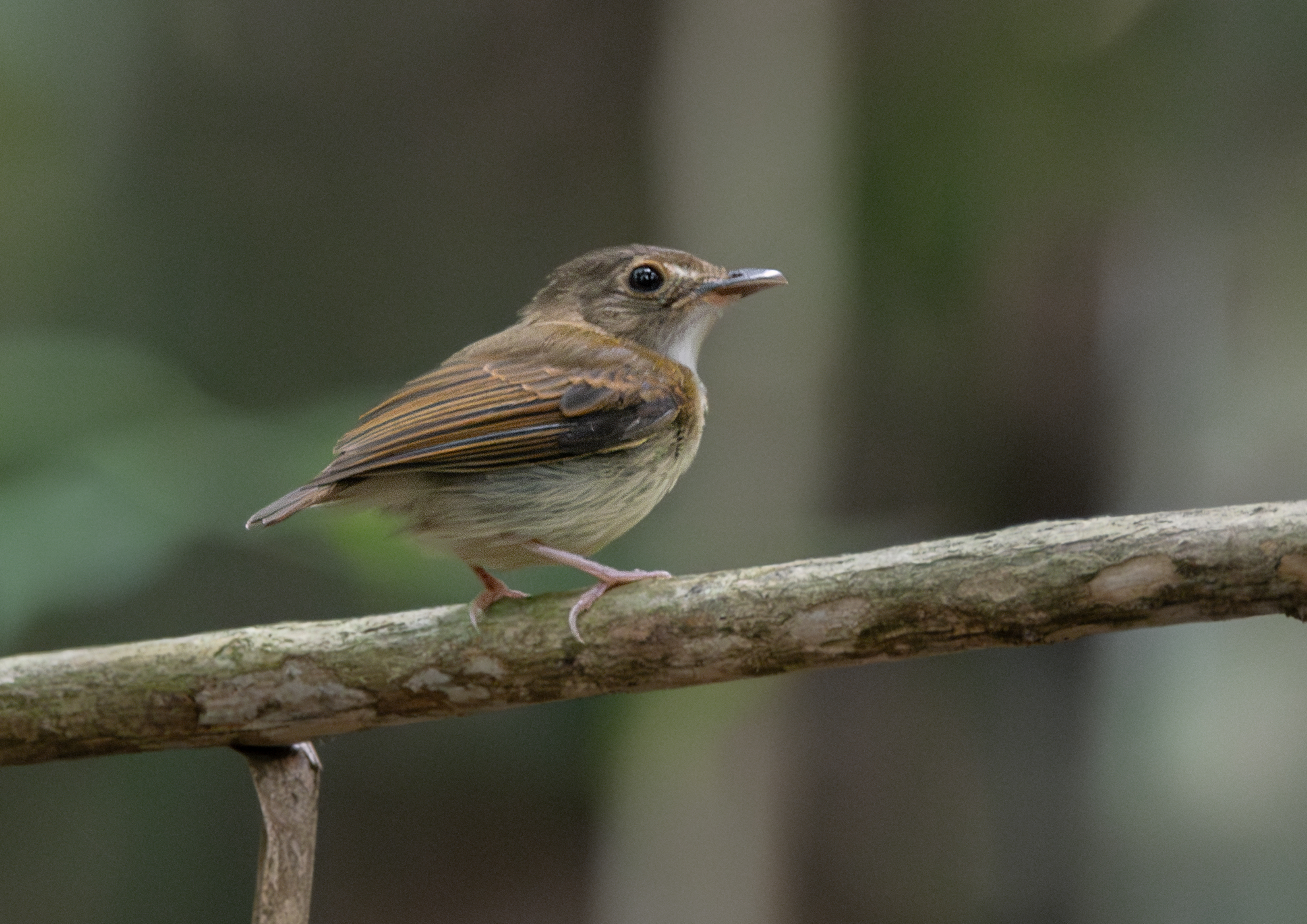

o Patinho-escuro (Platyrinchus saturatus) é uma espécie de ave da família Tyrannidae. Pode ser encontrada no Brasil, Colômbia, Equador, Guiana Francesa, Guiana, Peru, Suriname e Venezuela.
O seu habitat natural são as florestas subtropicais ou tropicais húmidas de baixa altitude.